# 三梦奇缘
三梦奇缘，本名李双双，生日4月19日，中国80后网络主播、网络红人。出生于河南省新乡市，因脸型撞脸早期杨幂而意外走红，截至2025年6月7日，其抖音个人账号粉丝数量达43.2万。2023年9月12日，三梦奇缘的新歌《三梦奇缘》上线。

## 人物事件
三梦奇缘原本只是河南的一个农村妇女，和丈夫一起开了包子店，一天能赚七十到一百块钱。2021年6月，三梦奇缘在抖音随便拍了一段视频，有网友在三梦奇缘的一条视频的评论区留言：“有点像杨幂”，她随后回复评论：“谢谢”。此后，三梦奇缘走上了“撞脸杨幂”的网红道路。2022年12月下旬，三梦奇缘与同是中国大陆同志迷因的中年女性抖音网红那艺娜和万邦万人迷发生争执的视频在当地男同性恋社群走红，被当地男同性恋者戏称为“通讯录春晚”。
2023年9月12日，三梦奇缘在其抖音账号发布录歌Vlog，并表示新歌《三梦奇缘》已上线。
2024年1月26日，三梦奇缘发行第二首新歌《爱不停歇》。
2024年12月31日，三梦奇缘发行第三首新歌《梦中情人》。

## 音乐作品

### 专辑
| 单曲   | 单曲资料                                             | 曲目                                 |
| ------ | ---------------------------------------------------- | ------------------------------------ |
| 第一首 | 《三梦奇缘》 - 发行日期：2023年9月12日 - 语言：中文  | 曲目 1. 三梦奇缘 2. 三梦奇缘（伴奏） |
| 第二首 | 《爱不停歇》 - 发行日期：2024年1月26日 - 语言：中文  | 曲目 1. 爱不停歇 2. 爱不停歇（伴奏） |
| 第三首 | 《梦中情人》 - 发行日期：2024年12月31日 - 语言：中文 | 曲目 1. 梦中情人 2. 梦中情人（伴奏） |